# Wagner Palace Car Company

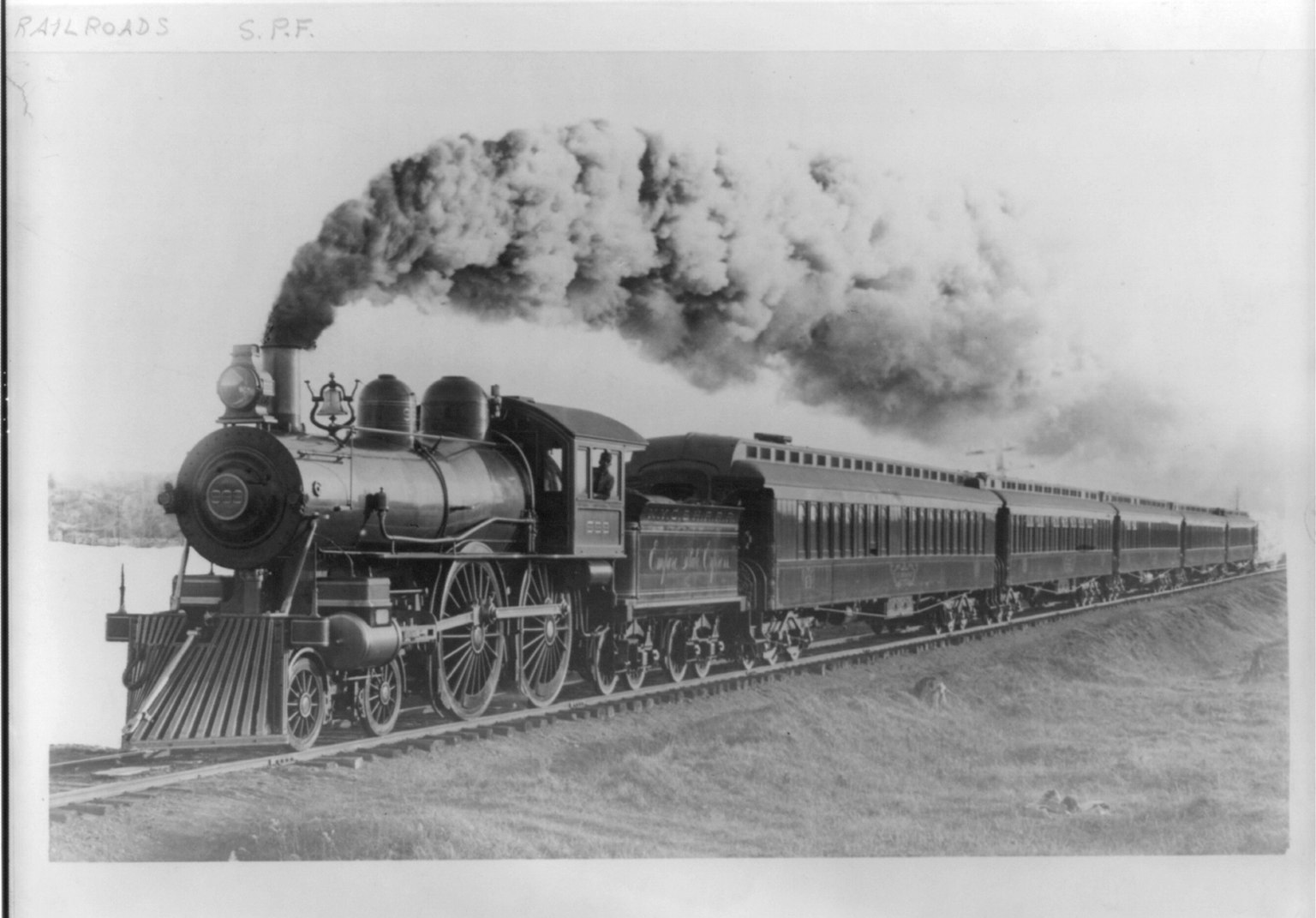
Die Rekordlokomotive NYC 999 mit einem Zug der Wagner Palace Car Company

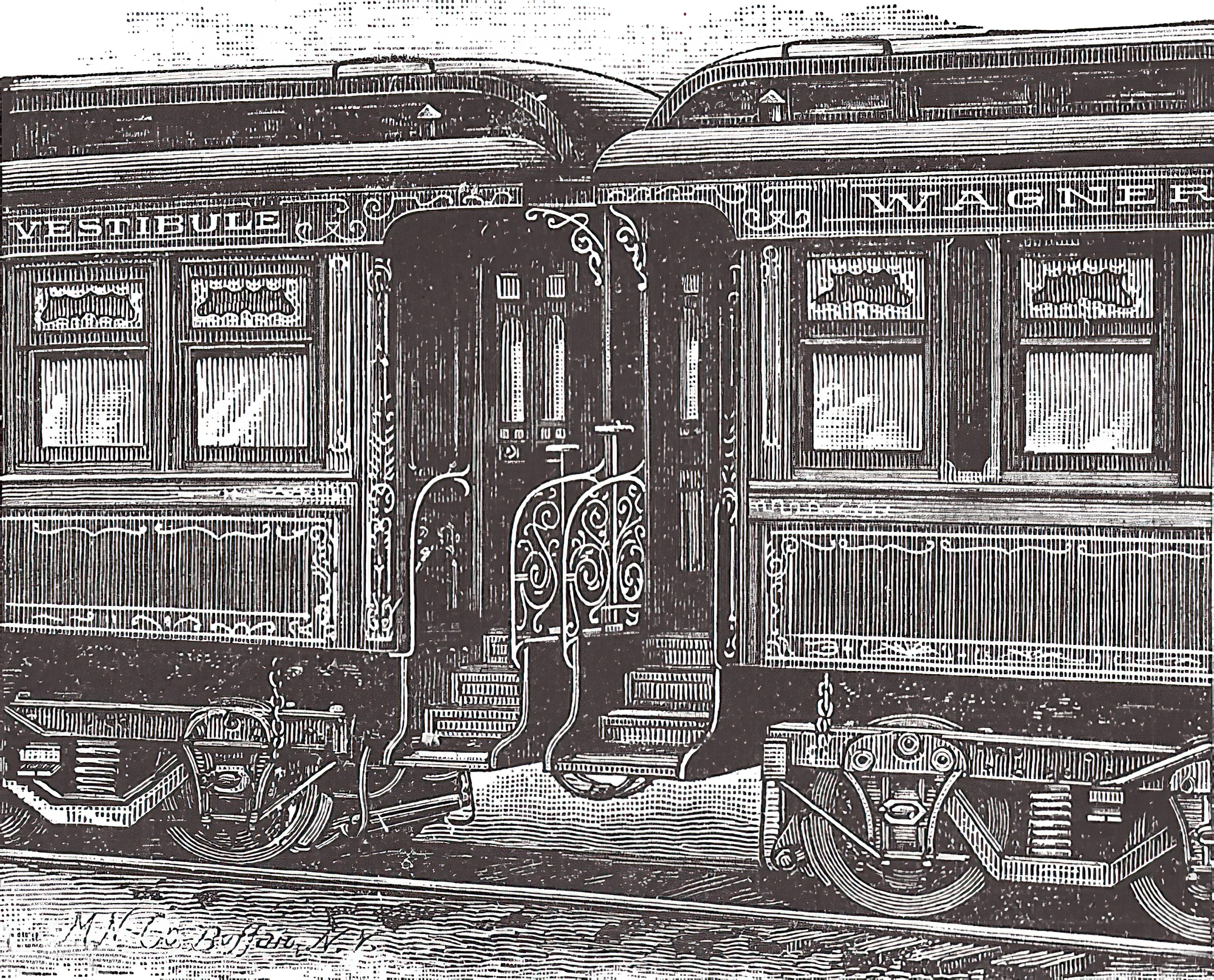
Wagen der Wagner Palace Car Company

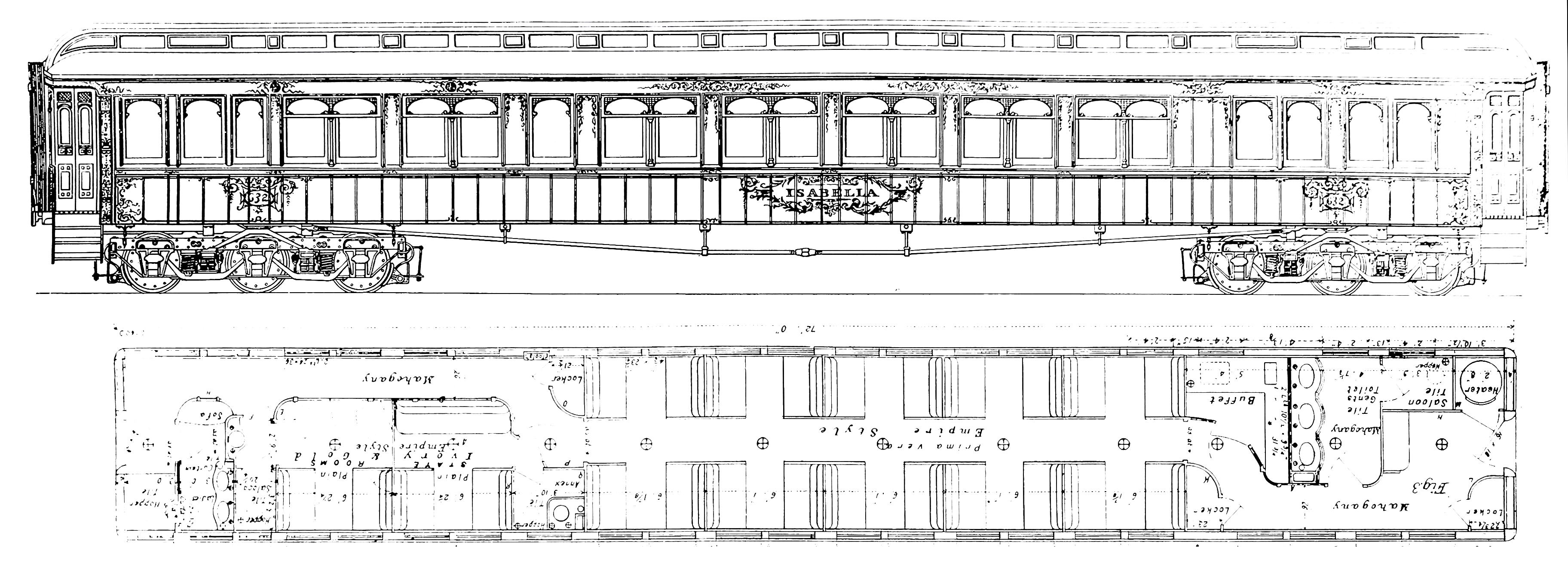
Wagen für die World’s Columbian Exposition 1893

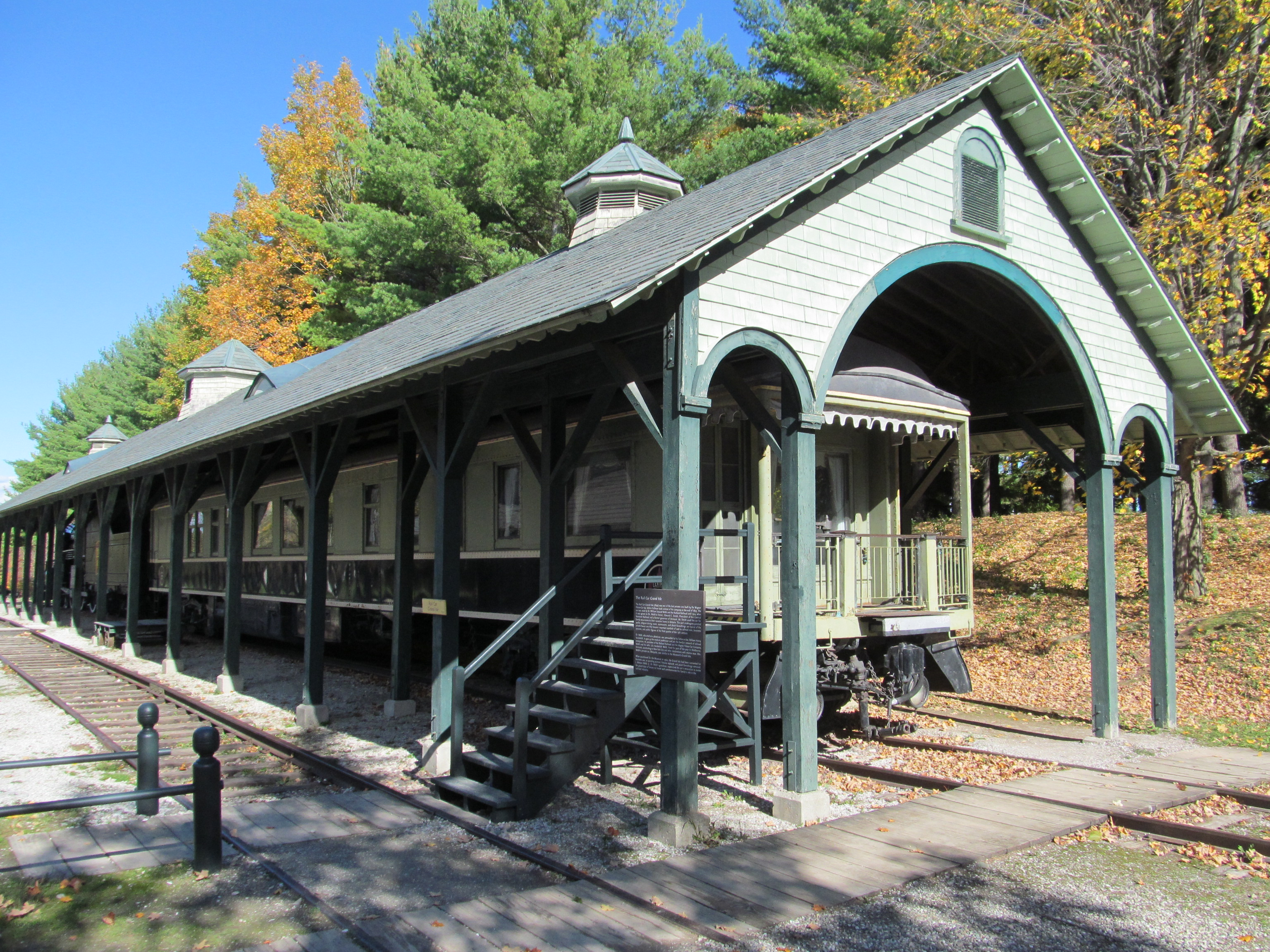
Grand Isle im Shelburne Museum

Die Wagner Palace Car Company war ein US-amerikanisches Eisenbahnverkehrsunternehmen, das Wagen und Züge im Luxussegment betrieb und baute.

## Geschichte
Die spätere Wagner Palace Car Company wurde 1858 als New York Central Sleeping Car Company von Webster Wagner (1817–1882) in Zusammenarbeit mit Cornelius Vanderbilt gegründet. Vanderbilt gehörte die New York Central Railroad (NYC), bei der Webster Wagner arbeitete, seit seine eigene Firma für den Bau von Eisenbahnwagen 1842 wirtschaftlich gescheitert war. Die New York Central Railroad wiederum war Hauptnutzer der ersten vier von der New York Central Sleeping Car Company in Betrieb gesetzten Wagen. Diese ersten Wagen hatten einen Stückpreis von $ 3200. Geschäftsfeld der Firma waren Bau und Betrieb von komfortabel bis luxuriös ausgestatteten Wagen und Zügen sowie Salonwagen. Die Fabrik zum Bau von Eisenbahnwagen befand sich in Buffalo. Die Wagner Palace Car Company war der zweitgrößte Hersteller von Schlafwagen in den USA. 1890 war sie einer der größten Arbeitgeber in Buffalo. Das Werk nahm eine Fläche von 36 ha ein. Reste der Fabrikanlage sind erhalten.
1869 übernahm die New York Central Sleeping Car Company die Gates Sleeping Car Company und das Unternehmen wurde in Wagner Palace Car Company umbenannt. Neben planmäßig verkehrenden Schlafwagen bot die Firma auch Salonwagen zur Vermietung an und hatte zu diesem Zweck sogar einen aus sieben Wagen bestehenden Salonwagen-Zug. Die Wagner Palace Car Company baute 1877 einen Vier-Wagen-Zug als Hofzug für den Vizekönig von Ägypten und für die World’s Columbian Exposition 1893 in Chicago einen Salonwagen-Zug.
Die Wagner Palace Car Company war die einzige ernstzunehmende Konkurrenz zur Pullman Palace Car Company. Um 1870 handelten Webster Wagner und George Mortimer Pullman ein Abkommen über die Nutzung der Schlafwagenplätze in den Wagner-Wagen aus, mit der Maßgabe, dass Wagner seine Tätigkeit auf die NYC beschränke. Als jedoch 1875 Pullmans Vertrag mit der Michigan Central Railroad, einer Tochtergesellschaft der NYC, auslief, dehnte Wagner sein Geschäftsfeld nach dort aus, wogegen Pullman vor Gericht klagte. Es war eines von mehreren Verfahren, in die sich beide Gesellschaften in den nächsten beiden Jahrzehnten verstrickten.
Webster Wagner starb am 13. Januar 1882 bei dem Eisenbahnunfall von Spuyten Duyvil, als zwei Züge der New York Central and Hudson River Railroad bei Spuyten Duyvil, einem Stadtteil der Bronx, New York City, zusammenstießen. Er wurde dabei zwischen zwei Wagen seiner Wagner Palace Car Company zerquetscht. Davon unabhängig setzte das Unternehmen seine Geschäftstätigkeit fort und stand 1888 erneut gegen Pullman vor Gericht, diesmal wegen Verletzung von Patenten, die Pullman besaß. Diesmal gewann Pullman eindeutig. Die Kämpfe zwischen Pullman und Wagner setzten sich fort, bis Ende 1899, nach dem Tod von Cornelius Vanderbilt, die Direktoren der Wagner Palace Car Company das Unternehmen zum 1. Januar 1900 an Pullman verkauften.

## Erhaltene Fahrzeuge
Von Wagner hergestellte Salonwagen sind museual erhalten:
- der Salonwagen Grand Isle im Shelburne Museum in Shelburne in Vermont[12]
- der Salonwagen Ellsmere im Nevada Southern Railroad Museum in Boulder City, Nevada[13]